# Enrico Heisig
Enrico Heisig (né le 20 juin 1970) est un ancien spécialiste allemand du combiné nordique. Il a réalisé 11 podiums en Coupe du Monde B.

## Biographie
Après sa carrière, il est devenu ingénieur à la fédération allemande de ski chargé du développement et de la recherche sur le matériel,,,.

## Palmarès

### Championnats du monde juniors
| Épreuve / Édition | Štrbské Pleso 1990 |
| Individuel        | ?                  |
| Par équipes       | Bronze             |

### Coupe du monde
- Il termine la coupe du monde de combiné nordique 1996-1997 à la 46e place avec 153 points.

### Coupe du monde B

#### Classement général
| Épreuve / Édition | 1991 | 1992 | 1993 | 1994 | 1995 | 1996 | 1998 |
| Classement final  | 5e   | 6e   | 2e   | 13e  | 4e   | 4e   | 31e  |
| Points            | 40   | 53   | 57   | 32   | 119  | 134  | 43   |

#### Épreuves
- Vainqueur d'une épreuve ( Oberhof le 5 janvier 1995)
- 3 deuxièmes places ( Klingenthal le 10 février 1991,  Predazzo le 19 décembre 1992 et  Flühli le 1 février 1997)
- 7 troisièmes place ( Predazzo le 15 décembre 1991,  Planica le 21 décembre 1991,  Schwarzach le 29 février 1992,  Le Brassus le 8 mars 1992,  Szczyrk le 21 février 1993,  Oberhof le 28 février 1993 et  Oberhof le 7 janvier 1996)

### Championnat d'Allemagne
- 2 victoires par équipes en 1995 (avec Falk Weber) et 1997 (avec Sven Koch)
- Une deuxième place en 1996 (avec Falk Weber)